# Malý Lapáš
Malý Lapáš – wieś i gmina (obec) w powiecie Nitra, w kraju nitrzańskim na Słowacji. Znajduje się  nad potokiem Kadaň na Nizinie Naddunajskiej w niewielkiej odległości na wschód od miasta Nitra.